# Nemesia violiflora
Nemesia violiflora är en flenörtsväxtart som beskrevs av Helmut Roessler. Nemesia violiflora ingår i släktet nemesior, och familjen flenörtsväxter. Inga underarter finns listade i Catalogue of Life.